# Bayramiç
Bayramiç ist eine Stadt und ein Landkreis in der nordwest-türkischen Provinz Çanakkale.
Die Stadt liegt etwa 45 Kilometer südöstlich der Provinzhauptstadt Çanakkale. Die Kreisstadt beherbergt etwa 53 Prozent der Kreisbevölkerung.
Der Landkreis liegt im Süden der Provinz. Er grenzt im Süden an den Kreis Ayvacık und die Provinz Balıkesir (Kreis Edremit), im Westen an den Kreis Ezine und an den zentralen Landkreis sowie im Osten an die Kreise Çan und Yenice. Bayramiç liegt im Tal des Karamenderes Çayı, des antiken Skamandros, der östlich der Stadt zum Stausee Bayramiç Barajı aufgestaut ist.
Neben der Kreisstadt besteht der Landkreis aus 75 Dörfern (Köy)  mit durchschnittlich 182 Bewohnern. Ein Dorf hat über 1000 Einwohner: Evciler (1372 Einw.)

## Persönlichkeiten
- Cevat Başaran (* 1959), Klassischer Archäologe